# Hamr
Pour les articles homonymes, voir Hamr (homonymie).
Dans la mythologie nordique, hamr est un des cinq corps constituant l'homme. Hamr est le corps astral. C'est la conscience et la capacité d'apprendre par la répétition. Tous, des animaux aux humains, ont le hamr. Sans hamr nous tombons dans l'inconscient et devenons comme les végétaux. Pour permettre au corps astral d'évoluer, nous avons besoin d'un environnement créatif, de la musique, des arts et des rêves, mais aussi du silence, du calme et du vide. Ces croyances sont aujourd'hui vues dans l'Asatru, l'Odinisme et l'odalisme. Cependant son nom peut différer d'une famille à une autre selon leurs cultures.
En suivant Régis Boyer, le Hamr est « la forme interne qui épouse intimement l'enveloppe corporelle [...] cette forme en creux dont nos apparences sont l'expression visible ».

De nature immatérielle, il est, à l'inverse du hugr, constitutif de l'individu.

Il peut cependant, sous certaines conditions, et chez certains individus, se détacher de son enveloppe corporelle et agir pour son propre compte. Cette faculté de dédoublement lui permet aussi de s'affranchir des catégories spatiales et temporelles : il peut garder figure humaine mais aussi se métamorphoser en animal (ours, loup, taureau, aigle, cygne...), il peut avancer ou remonter le temps. 

Par extension le hamr désigne aussi le génie tutélaire d'un clan, hamingja, qui s'attache en général au chef de ce dernier, puis à ses successeurs.

D'après R. Boyer, il est plus juste de parler de « libérer le hamr », ou « extraire le hamr », que de parler de métamorphose : entre l'individu et l'animal en lequel « court » son hamr existe une idiosyncrasie. De l'homme dédoublé, on dit qu'il « voyage sous sa forme », sous les espèces de son hamr. Hamr sert à la construction d'expressions telles que : « qui n'a pas qu'une seule forme », « devenu puissant par sa forme » (hamrammr), « dont la puissance est accrue ».

Dans la mythologie, Odin
« changeait de forme. Alors son corps gisait comme endormi, ou mort, mais lui, était oiseau ou animal, poisson ou serpent, et il allait en un instant dans des pays lointains vaquer à ses affaires ou à celles d'autrui. »
Dans les littératures scandinave et islandaise, ce sont les figures du loup et de l'ours qui reviennent le plus fréquemment lorsqu'il est question de « voyage sous la forme ». Lorsqu'il s'agit du loup, c'est le vargúlfr, rappelant le lycanthrope, mais aussi la vargynjur, la femme-louve. Lorsqu'il s'agit de l'ours, c'est le mannbjörn, l'homme-ours. Ces deux formes sont également les représentants des guerriers-fauves d'Odin, les berserkir et les "ulfhednar".